# Doronicum orientale
Espèce
Doronicum orientale, le Doronic du Caucase, est une espèce de plante à fleurs de la famille des Asteraceae.
C'est une plante herbacée ornementale.